# Júlio de Castilhos (Río Grande del Sur)

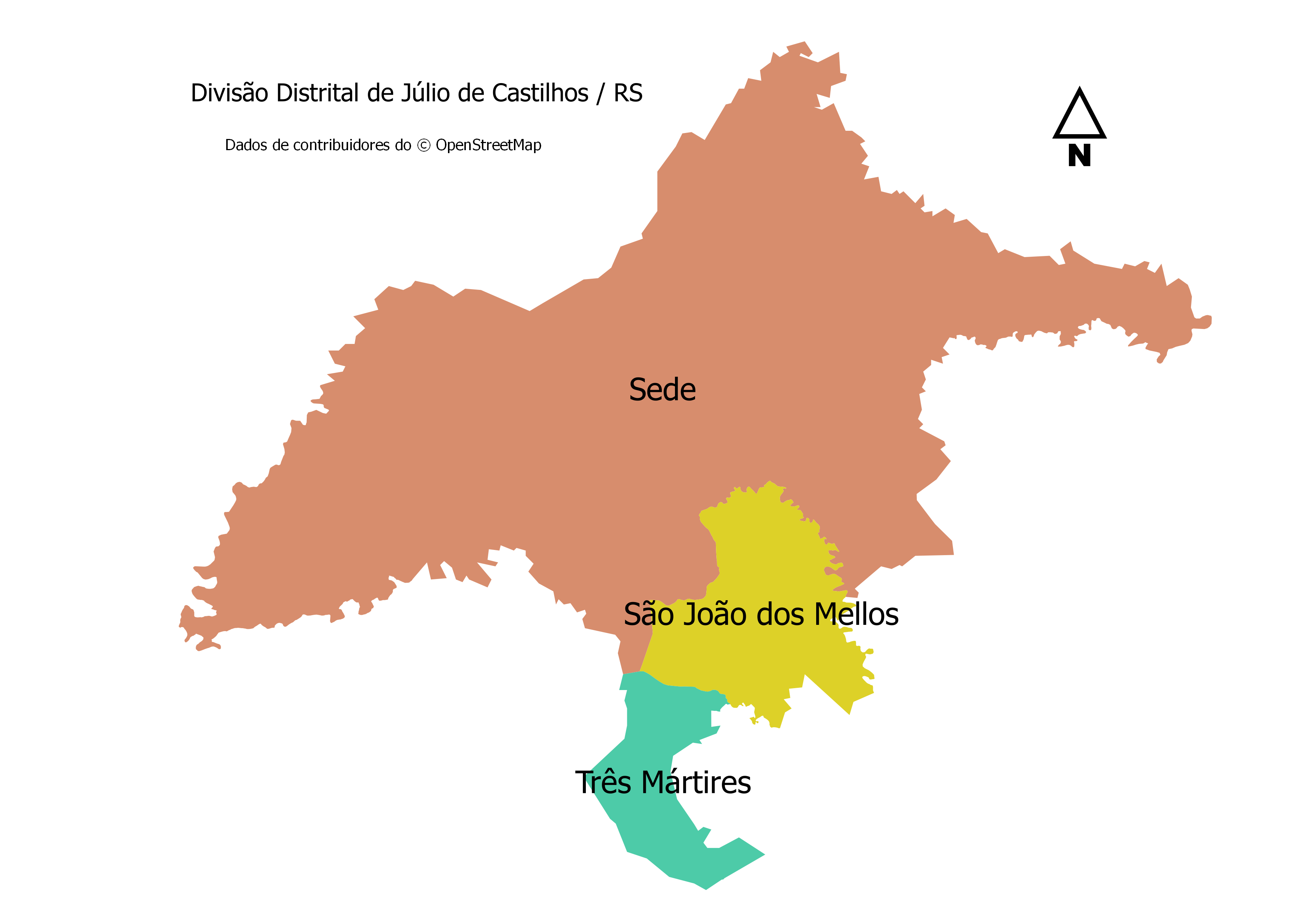
División distrital do município de3 Júlio de Castilhos

Júlio de Castilhos es un municipio brasileño del estado de Rio Grande do Sul.
Se encuentra ubicado a una latitud de 29º13'37" Sur y una longitud de 53º40'54" Oeste, estando a una altitud de 513 metros sobre el nivel del mar. Su población estimada para el año 2004 era de 20.778 habitantes.
Ocupa una superficie de 1858,2 km².

- Datos: Q1754330
- Multimedia: Júlio de Castilhos (Rio Grande do Sul) / Q1754330